# Abraham Mignon
Abraham Mignon ou Minjon (Frankfurt am Main, 21 de junho de 1640 — Utrecht, 27 de março de 1679) foi um pintor de natureza-morta neerlandês de origem alemã. É conhecido por seus buquês de flores, naturezas-mortas com frutas, naturezas-mortas em florestas ou grutas, naturezas-mortas de caça e pesca, bem como suas pinturas de guirlanda. Suas obras são influenciadas pelas de Jan Davidszoon de Heem e Jacob Marrel.
Depois de iniciar sua formação artística em sua Alemanha natal, ele se mudou para a República dos Países Baixos, onde atuou em Utrecht durante a última parte de sua curta vida. Suas obras foram procuradas pelos colecionadores dos séculos XVII e XVIII, das camadas mais altas da sociedade em toda a Europa.

## Biografia
Mignon nasceu em Frankfurt, onde foi batizado na igreja calvinista em 21 de junho de 1640. Sua família era originalmente de Hainaut nos Países Baixos do Sul de onde imigrou para a Alemanha por motivos religiosos Em Frankfurt, eles possuíam uma loja.

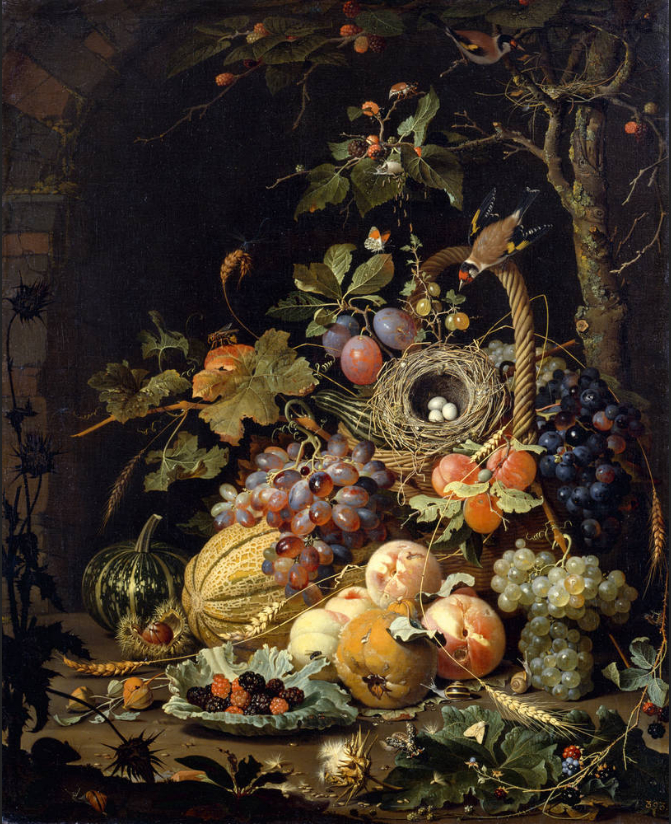
Um ninho de pássaro em uma cesta de frutas

Quando a família de Abraham se mudou para Wetzlar em 1649, Abraham foi colocado aos cuidados de Jacob Marrel, um especialista em pintura de flores e comerciante de arte. Marrel deu também ao jovem treinamento artístico. Ele confiava em Mignon para lidar com o seu negócio, e fazia isso frequentemente toda vez que viajava para a República dos Países Baixos e em particular, Utrecht. Também foi Marrell quem pediu a Mignon para treinar sua enteada Maria Sibylla Merian (1647-1717) na arte da pintura de naturezas-mortas. Maria Sibylla Merian era filha do gravador Matthäus Merian (1647-1717). Maria Sibylla Merian alcançou distinção como pintora de flores.

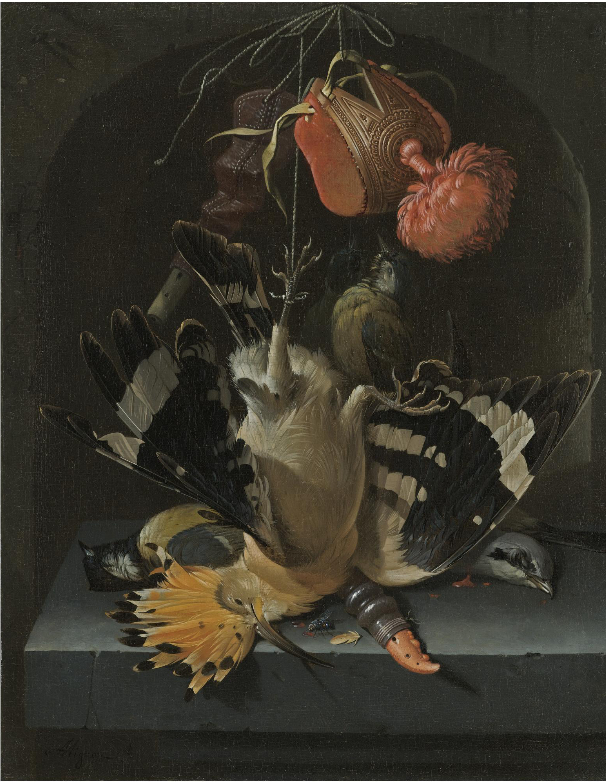
Natureza-morta com uma poupa, um chapim-real, um capuz de falcoaria e um chamariz todos dispostos dentro de um nicho de pedra

É possível que em 1660 Mignon tenha se mudado para Wetzlar, para onde o restante de sua família havia se mudado. Outras fontes afirmam que, em 1659, Marrell e Mignon deixaram Frankfurt para Utrecht. Provavelmente a morte do pai de Mignon tenha causado a mudança para Utrecht. Em 1669 Marrel e Mignon foram registrados na Guilda de São Lucas. Mignon foi assistente na oficina de Jan Davidszoon de Heem em Utrecht. Jan Davidszoon de Heem foi um importante inovador da pintura de natureza-morta que trabalhou por muitos anos na Antuérpia antes de retornar a Utrecht em 1667. É possível que depois de Heem ter voltado para Antuérpia em 1672, Mignon tenha assumido a oficina de Heem.
Ao longo de sua vida, Mignon parece ter se mantido fiel às crenças religiosas estritas de sua família. Isto é confirmado por sua eleição em 1672 para o cargo de diácono do Waalse Kerk (Igreja da Valônia) de Utrecht, uma posição na qual ele permaneceu por cinco anos. Ele se casou com Maria Willaerts em 3 de fevereiro de 1675 na reformada francesa Janskerk em Utrecht. Sua esposa era a neta do pintor marinho Adam Willaerts, filha do pintor Cornelis Willaerts e sobrinha do pintor de naturezas-mortas com peixes Jacob Gillig. Algumas fontes afirmam que Mignon voltou para sua cidade natal, Frankfurt em 1676, com base em um registro que parece implicar que seu sexto filho foi batizado em Frankfurt em 17 de dezembro de 1676. Em 1677, ele teria voltado para Utrecht.
Mignon morreu em Utrecht com a idade de 39 anos. Ele deixou duas filhas quando morreu, Catharina e Anna.
Além de Maria Sibylla Merian, outro aluno conhecido de Mignon foi Ernst Stuven.

## Trabalho

### Geral
Mignon foi um pintor especialista em naturezas-mortas cujos temas variavam de flores, frutos, floresta, peças de caça, pinturas de guirlandas, naturezas-mortas com peixes e insetos. Suas obras mais conhecidas são suas composições elaboradas de flores e frutas dispostas em nichos ou em saliências de pedra, ou exibidas em grutas ou em meio a ruínas. Como Mignon nunca datou suas composições, tem sido notoriamente difícil estabelecer uma cronologia para seu trabalho. Por razões estilísticas, supõe-se que suas naturezas-mortas mais elaboradas de flores, caracterizadas por cores claras, foco nítido e uso de um fundo escuro, sejam a destilação de Mignon do estilo de Heem. Tais trabalhos provavelmente datam dos anos por volta de 1670, quando ele estava trabalhando próximo a seu mestre na oficina de Heem.

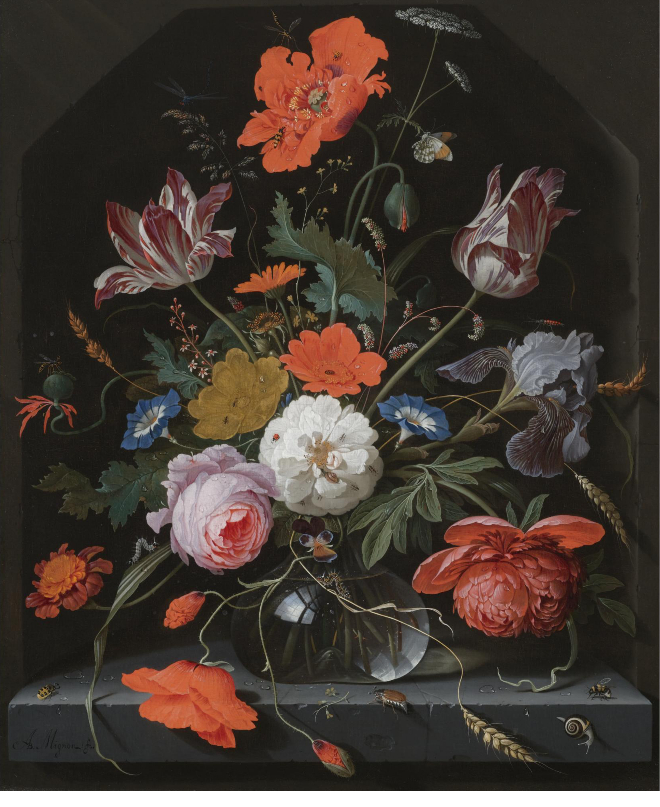
Natureza-morta com peônias, rosas, tulipas, glória-da-manhã, uma íris e papoulas em um vaso de vidro colocado dentro de um nicho de pedra e lagartas, um caracol, uma abelha e um besouro na borda abaixo

A maioria dos trabalhos de Mignon toma o formato de retrato e apenas alguns estão em formato de paisagem. Como Mignon morreu relativamente jovem, é razoável presumir que as cerca de 400 pinturas de naturezas-mortas atribuídas a ele foram executadas com a ajuda de sua oficina ou por seguidores de seu estilo. Sua grande produção demonstra a popularidade de suas obras, que foram coletadas amplamente nos séculos XVII e XVIII, inclusive pelo rei Luís XIV da França e o Eleitor da Saxônia. O sucesso de Mignon também atraiu seguidores e imitadores como Jan Mortel, Conraet Roepel e Jacob Bart.
As principais influências em seu trabalho são as obras de Heem e Marrel. As composições de De Heem eram o principal ponto de referência para as naturezas-mortas de Mignon. Sua obra se distingue da de Heem por sua interpretação da natureza de uma maneira mais fria, mais distante e estéril, através da precisão dos detalhes e do desenho. Seus ramos de flores são marcados por seu acabamento cuidadoso e manuseio delicado. Mignon preferiu uma paleta de cores vermelha, amarela e azul e uma maneira altamente realista de retratar a natureza. Seu esquema favorito era apresentar rosas vermelhas ou brancas no centro da tela e colocar todo o grupo de flores contra um fundo escuro.
Mignon também se inspirou em Willem van Aelst e Otto Marseus van Schrieck em peças de caça e de insetos. Willem van Aelst foi claramente uma inspiração para as peças de caça, enquanto a influência de Otto Marseus van Schrieck é particularmente visível no chão da floresta das naturezas-mortas de Mignon.

### Temas
Como se pode esperar nas pinturas de natureza morta do século XVII, o simbolismo religioso está frequentemente presente nas obras de Mignon, um artista profundamente religioso. Tal simbolismo está claramente presente no Natureza-morta com peônias, rosas, tulipas, glória-da-manhã, uma íris e papoulas em um vaso de vidro colocado dentro de um nicho de pedra e lagartas, um caracol, uma abelha e um besouro na borda abaixo (Sotheby's Londres venda de 4 de julho de 2007 lote 41) em que vários temas religiosos são expressos simbolicamente. A criação de Deus é simbolizada através dos quatro elementos que na época se acreditava serem os blocos de construção de tudo o que existe no mundo visível: a "terra" é simbolizada por seus produtos (flores, insetos, pedras), o “ar” pelos insetos voadores, o “fogo” pelo vaso de vidro (que é feito pelo fogo) e a “água” está presente através da água dentro do vaso. As espigas de milho são geralmente uma referência à Ressurreição de Jesus, bem como ao ciclo da vida. Este tema é ainda expresso pela presença de lagartas, um inseto que se transforma em borboletas.

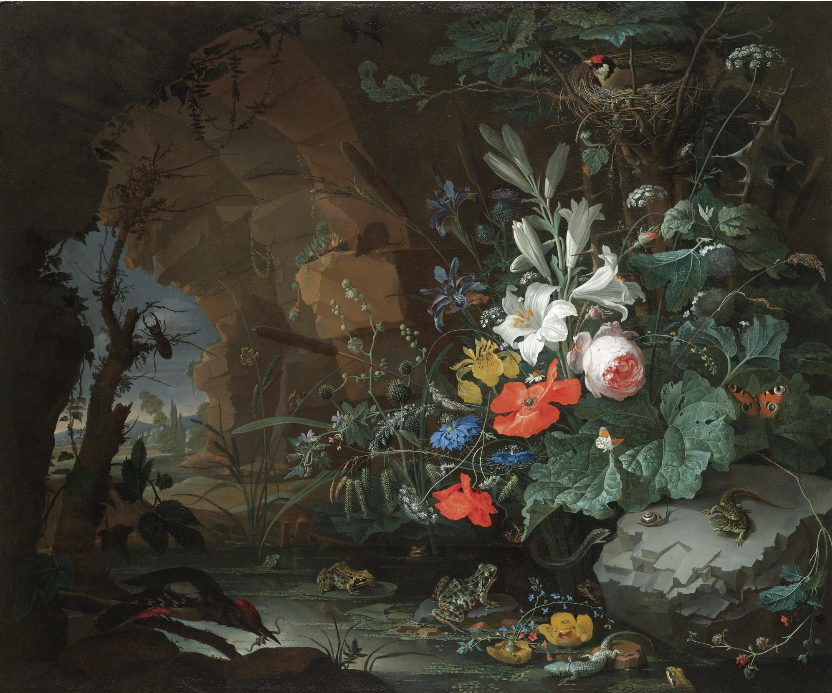
Interior de uma gruta com uma piscina rochosa, rãs, salamandras e um ninho de pássaro

O tema das Vanitas ou transitoriedade da vida também está presente com frequência. Este motivo é inspirado na crença cristã de que o mundo é apenas um lugar temporário de prazeres fugazes e tristezas das quais a humanidade só pode escapar através do sacrifício e ressurreição de Jesus. Mignon, muitas vezes representa o tema da transitoriedade através das papoulas em suas naturezas-mortas. Por exemplo, na Natureza-morta com peônias, rosas, tulipas, glória-da-manhã, uma íris e papoulas em um vaso de vidro colocado dentro de um nicho de pedra e lagartas, um caracol, uma abelha e um besouro na borda abaixo, a papoula no centro está viçosa, o que está no topo está maduro, enquanto o que está pendurado sobre a borda já está murchando. O simbolismo Vanitas também pode ser encontrado na Natureza-morta com frutas, folhagens e insetos (Instituto de Artes de Minneapolis). A fruta na composição parece boa à primeira vista, mas em uma inspeção mais próxima fica claro que ela já começou a apodrecer. O carvalho forte mostra sinais de envelhecimento. Uma pedra em primeiro plano refere-se à inevitável decadência dos edifícios erguidos pelos seres humanos, um tema que é reprisado no arco em ruínas no fundo à direita. Na Natureza-morta com flores e um relógio (Rijksmuseum) a inclusão de um relógio e flores murchas claramente enfatiza o simbolismo Vanitas do tempo destruindo tudo.
Abraham Mignon pintou algumas pronkstillevens, as naturezas-mortas suntuosas que eram populares na Flandres e na República dos Países Baixos a partir da década de 1640. Seu trabalho neste gênero foi influenciado por Jan Davidszoon de Heem, que desempenhou um papel importante no desenvolvimento do gênero durante sua residência em Antuérpia. Um exemplo representativo neste gênero é a Natureza-morta com frutas e ostras (Rijksmuseum). O desenvolvimento estilístico e temático de Mignon testemunha a indefinição de fronteiras entre as especialidades distintas da pintura de naturezas-mortas, como peças de vanitas, peças de caças, pronkstilllevens etc., que começaram em meados do século XVII. Esse embaçamento permitiu que os artistas experimentassem a mistura de gêneros. Um exemplo é a Natureza-morta de caça em uma floresta de Mignon (Museu do Louvre, 1675) na qual os elementos tradicionais de uma natureza-morta são transpostos para uma floresta. O resultado é uma mistura de categorias de gênero e convenções anteriores. O uso de um solo de floresta como cenário para uma peça de natureza-morta não era inteiramente novo, uma vez que já havia sido introduzido por Otto Marseus van Schrieck.

## Arte roubada pelos nazistas
Em 1938, a Gestapo nazista confiscou o quadro Blumenstück de Mignon do colecionador de arte judeu Rudolf Guttmann, em Viena. Agentes do Führermuseum de Hitler adquiriram o Blumenstück na casa de leilões Dorotheum em 10 de outubro de 1943. O Programa de Monumentos, Arte e Arquivos o recuperaram e o transferiram para o Ponto de coleta central de Munique até 1951. Ele foi vendido no Leilão Beneficente Christies Mauerbach em outubro de 1996.
A German Lost Art Foundation lista atualmente sete obras de arte de Mignon, das quais duas foram objeto de “acordo amigável”.
O Projeto de Restituição de Arte Max Stern também lista um Mignon entre as obras de arte roubadas que está procurando ativamente.